# Football League Cup 1977-1978
La Football League Cup 1977-1978 è stata la 18ª edizione del terzo torneo calcistico più importante del calcio inglese, la 12ª in finale unica. La manifestazione, ebbe inizio il 13 agosto 1977 e si concluse il 22 marzo 1978 all'Old Trafford di Manchester, dove venne disputato il replay della finale, che fece seguito al match giocato a Wembley.
Il trofeo fu vinto dal Nottingham Forest, che nella seconda e decisiva sfida di finale ebbe la meglio sul Liverpool, imponendosi con il punteggio di 1-0.

## Formula
La Football League Cup era riservata alle 92 squadre della Football League. Il torneo era composto da scontri ad eliminazione diretta: in caso di pareggio ripetizione a campi invertiti fino a quando non c'era una vincitrice, in finale invece si rigiocava sempre in campo neutro. Se anche nel replay si verificava un pari si faceva ricorso ai tempi supplementari. Il primo turno e le semifinali prevedevano invece due match, dove la squadra con il miglior risultato combinato accedeva al turno successivo: qualora l'aggregato dei gol fra le due gare risultava in parità, si giocava il replay, ed eventualmente si disputavano i tempi supplementari ed i calci di rigore.
|                              | Squadre che entrano in questo turno                                                                    | Squadre qualificate dal turno precedente    |
| ---------------------------- | --- | ------------------------------------------- |
| Primo turno (56 squadre)     | - 24 squadre dalla Fourth Division - 24 squadre dalla Third Division - 8 squadre dalla Second Division |                                             |
| Secondo turno (64 squadre)   | - 22 squadre dalla First Division - 14 squadre dalla Second Division                                   | - 28 squadre vincitrici del primo turno     |
| Terzo turno (32 squadre)     | | - 32 squadre vincitrici del secondo turno   |
| Quarto turno (16 squadre)    | | - 16 squadre vincitrici del terzo turno     |
| Quarti di finale (8 squadre) | | - 8 squadre vincitrici del quarto turno     |
| Semifinali (4 squadre)       | | - 4 squadre vincitrici dei quarti di finale |
| Finale (2 squadre)           | | - 2 squadre vincitrici delle semifinali     |

## Primo turno
| Squadra 1         | Totale | Squadra 2        | Andata         | Ritorno        |
| ----------------- | ------ | ---------------- | -------------- | -------------- |
|                   |        |                  | 13 agosto 1977 | 16 agosto 1977 |
| Aldershot         | 2 - 5  | Colchester Utd   | 1 - 1          | 1 - 4          |
| Brentford         | 3 - 6  | Crystal Palace   | 2 - 1          | 1 - 5          |
| Bristol Rovers    | 1 - 3  | Walsall          | 1 - 2          | 0 - 1          |
| Cambridge Utd     | 0 - 0  | Brighton         | 0 - 0          | 0 - 0          |
| Chesterfield      | 4 - 4  | Barnsley         | 4 - 1          | 0 - 3          |
| Darlington        | 1 - 3  | Scunthorpe Utd   | 0 - 0          | 1 - 3          |
| Exeter City       | 2 - 2  | Plymouth         | 2 - 2          | 0 - 0          |
| Fulham            | 2 - 3  | Leyton Orient    | 0 - 2          | 2 - 1          |
| Gillingham        | 2 - 4  | Wimbledon FC     | 1 - 1          | 1 - 3          |
| Grimsby Town      | 5 - 1  | Hartlepool Utd   | 3 - 0          | 2 - 1          |
| Hereford Utd      | 4 - 4  | Bournemouth      | 2 - 0          | 2 - 4          |
| Huddersfield Town | 3 - 3  | Carlisle Utd     | 1 - 1          | 2 - 2          |
| Oxford Utd        | 5 - 2  | Shrewsbury Town  | 3 - 0          | 2 - 2          |
| Portsmouth        | 5 - 4  | Newport County   | 3 - 1          | 2 - 3          |
| Rochdale          | 3 - 2  | Halifax Town     | 1 - 1          | 2 - 1          |
| Rotherham Utd     | 3 - 3  | York City        | 3 - 0          | 0 - 3          |
| Sheffield Weds    | 0 - 2  | Doncaster        | 5 - 2          | 3 - 0          |
| Southend Utd      | 3 - 5  | Northampton Town | 2 - 3          | 1 - 2          |
| Swansea City      | 2 - 5  | Swindon Town     | 1 - 3          | 1 - 2          |
| Tranmere          | 2 - 3  | Southport        | 0 - 1          | 2 - 2          |
|                   |        |                  | 13 agosto 1977 | 17 agosto 1977 |
| Burnley           | 2 - 1  | Chester City     | 2 - 0          | 0 - 1          |
| Bury              | 4 - 1  | Crewe Alexandra  | 3 - 0          | 1 - 1          |
| Mansfield Town    | 0 - 1  | Lincoln City     | 0 - 1          | 0 - 0          |
| Peterborough Utd  | 5 - 2  | Bradford City    | 4 - 1          | 1 - 1          |
| Port Vale         | 3 - 3  | Preston N.E.     | 2 - 1          | 1 - 2          |
| Torquay Utd       | 3 - 3  | Cardiff City     | 1 - 0          | 2 - 3          |
| Watford           | 2 - 2  | Reading          | 2 - 1          | 0 - 1          |
| Wrexham           | 2 - 1  | Stockport County | 1 - 0          | 1 - 1          |

### Replay
| Squadra 1         | Risultato      | Squadra 2     |
| ----------------- | -------------- | ------------- |
| 23 agosto 1977    |                |               |
| Barnsley          | 0 - 2 (d.t.s.) | Chesterfield  |
| Brighton          | 3 - 1          | Cambridge Utd |
| Hereford Utd      | 1 - 2 (d.t.s.) | Bournemouth   |
| Huddersfield Town | 2 - 1          | Carlisle Utd  |
| Plymouth          | 0 - 1          | Exeter City   |
| Port Vale         | 1 - 2          | Preston N.E.  |
| Watford           | 5 - 0          | Reading       |
| York City         | 1 - 1 (d.t.s.) | Rotherham Utd |
| 24 agosto 1977    |                |               |
| Cardiff City      | 2 - 1          | Torquay Utd   |

## Secondo turno
| Squadra 1         | Risultato | Squadra 2        |
| ----------------- | --------- | ---------------- |
| 29 agosto 1977    |           |                  |
| Bristol City      | 1 - 0     | Stoke City       |
| 30 agosto 1977    |           |                  |
| Arsenal           | 3 - 2     | Manchester Utd   |
| Birmingham City   | 0 - 2     | Notts County     |
| Blackpool         | 2 - 2     | Sheffield Weds   |
| Bolton            | 1 - 0     | Lincoln City     |
| Brighton          | 0 - 0     | Oldham Athletic  |
| Burnley           | 3 - 1     | Norwich City     |
| Charlton          | 1 - 2     | Wrexham          |
| Crystal Palace    | 0 - 0     | Southampton      |
| Grimsby Town      | 1 - 2     | Watford          |
| Huddersfield Town | 0 - 2     | Coventry City    |
| Ipswich Town      | 5 - 0     | Northampton Town |
| Liverpool         | 2 - 0     | Chelsea          |
| Nottingham Forest | 5 - 0     | West Ham Utd     |
| Peterborough Utd  | 1 - 1     | Scunthorpe Utd   |
| Portsmouth        | 2 - 0     | Leicester City   |
| Sheffield Utd     | 0 - 3     | Everton          |
| Sunderland        | 2 - 2     | Middlesbrough    |
| Swindon Town      | 5 - 1     | Cardiff City     |
| Tottenham         | 4 - 0     | Wimbledon FC     |
| Wolverhampton     | 1 - 3     | Luton Town       |
| 31 agosto 1977    |           |                  |
| Blackburn         | 1 - 1     | Colchester Utd   |
| Chesterfield      | 0 - 1     | Manchester City  |
| Derby County      | 3 - 1     | Leyton Orient    |
| Exeter City       | 1 - 3     | Aston Villa      |
| Newcastle Utd     | 0 - 2     | Millwall         |
| Oxford Utd        | 1 - 1     | Bury             |
| QPR               | 2 - 0     | Bournemouth      |
| Rochdale          | 0 - 3     | Leeds Utd        |
| Southport         | 2 - 2     | Hull City        |
| Walsall           | 0 - 0     | Preston N.E.     |
| West Bromwich     | 4 - 0     | Rotherham Utd    |

### Replay
| Squadra 1         | Risultato      | Squadra 2        |
| ----------------- | -------------- | ---------------- |
| 5 settembre 1977  |                |                  |
| Bury              | 1 - 0 (d.t.s.) | Oxford Utd       |
| Sheffield Weds    | 3 - 1          | Blackpool        |
| 6 settembre 1977  |                |                  |
| Preston N.E.      | 0 - 1 (d.t.s.) | Walsall          |
| Scunthorpe Utd    | 0 - 1          | Peterborough Utd |
| 7 settembre 1977  |                |                  |
| Colchester Utd    | 4 - 0          | Blackburn        |
| 13 settembre 1977 |                |                  |
| Middlesbrough     | 1 - 0          | Sunderland       |
| Oldham Athletic   | 2 - 2 (d.t.s.) | Brighton         |
| Southampton       | 2 - 1 (d.t.s.) | Crystal Palace   |
| 14 settembre 1977 |                |                  |
| Hull City         | 1 - 0          | Southport        |

### Secondo Replay
| Squadra 1         | Risultato      | Squadra 2       |
| ----------------- | -------------- | --------------- |
| 27 settembre 1977 |                |                 |
| Brighton          | 1 - 2 (d.t.s.) | Oldham Athletic |

## Terzo turno
| Squadra 1         | Risultato | Squadra 2        |
| ----------------- | --------- | ---------------- |
| 25 ottobre 1977   |           |                  |
| Arsenal           | 2 - 0     | Southampton      |
| Bolton            | 3 - 1     | Peterborough Utd |
| Burnley           | 1 - 2     | Ipswich Town     |
| Everton           | 2 - 2     | Middlesbrough    |
| Hull City         | 2 - 0     | Oldham Athletic  |
| Luton Town        | 1 - 1     | Manchester City  |
| Millwall          | 1 - 1     | Bury             |
| Nottingham Forest | 4 - 0     | Notts County     |
| Portsmouth        | 1 - 1     | Swindon Town     |
| Sheffield Weds    | 2 - 1     | Walsall          |
| West Bromwich     | 1 - 0     | Watford          |
| 26 ottobre 1977   |           |                  |
| Aston Villa       | 1 - 0     | QPR              |
| Leeds Utd         | 4 - 0     | Colchester Utd   |
| Liverpool         | 2 - 0     | Derby County     |
| Tottenham         | 2 - 3     | Coventry City    |
| Wrexham           | 1 - 0     | Bristol City     |

### Replay
| Squadra 1       | Risultato      | Squadra 2  |
| --------------- | -------------- | ---------- |
| 31 ottobre 1977 |                |            |
| Middlesbrough   | 1 - 2          | Everton    |
| 1 novembre 1977 |                |            |
| Bury            | 2 - 0          | Millwall   |
| Manchester City | 0 - 0 (d.t.s.) | Luton Town |
| Swindon Town    | 4 - 3          | Portsmouth |

### Secondo Replay
| Squadra 1       | Risultato      | Squadra 2       |
| --------------- | -------------- | --------------- |
| 9 novembre 1977 |                |                 |
| Luton Town      | 2 - 3 (d.t.s.) | Manchester City |

## Quarto turno
| Squadra 1         | Risultato | Squadra 2       |
| ----------------- | --------- | --------------- |
| 29 novembre 1977  |           |                 |
| Arsenal           | 5 - 1     | Hull City       |
| Bury              | 1 - 0     | West Bromwich   |
| Ipswich Town      | 1 - 2     | Manchester City |
| Liverpool         | 2 - 2     | Coventry City   |
| Nottingham Forest | 4 - 2     | Aston Villa     |
| Sheffield Weds    | 1 - 3     | Everton         |
| 30 novembre 1977  |           |                 |
| Bolton            | 1 - 3     | Leeds Utd       |
| 7 dicembre 1977   |           |                 |
| Wrexham           | 2 - 0     | Swindon Town    |

### Replay
| Squadra 1        | Risultato | Squadra 2 |
| ---------------- | --------- | --------- |
| 20 dicembre 1977 |           |           |
| Coventry City    | 0 - 2     | Liverpool |

## Quarti di finale
| Squadra 1       | Risultato | Squadra 2         |
| --------------- | --------- | ----------------- |
| 17 gennaio 1978 |           |                   |
| Bury            | 0 - 3     | Nottingham Forest |
| Wrexham         | 1 - 3     | Liverpool         |
| 18 gennaio 1978 |           |                   |
| Leeds Utd       | 4 - 1     | Everton           |
| Manchester City | 0 - 0     | Arsenal           |

### Replay
| Squadra 1       | Risultato | Squadra 2       |
| --------------- | --------- | --------------- |
| 24 gennaio 1978 |           |                 |
| Arsenal         | 1 - 0     | Manchester City |

## Semifinali
| Squadra 1 | Totale | Squadra 2         | Andata          | Ritorno          |
| --------- | ------ | ----------------- | --------------- | ---------------- |
|           |        |                   | 7 febbraio 1978 | 14 febbraio 1978 |
| Liverpool | 2 - 1  | Arsenal           | 2 - 1           | 0 - 0            |
|           |        |                   | 8 febbraio 1978 | 22 febbraio 1978 |
| Leeds Utd | 3 - 7  | Nottingham Forest | 1 - 3           | 2 - 4            |

## Finale
| Londra 18 marzo 1978 | Nottingham Forest | 0 – 0 (d.t.s.) | Liverpool | Wembley Stadium (100.000 spett.)\| Arbitro: \| Pat Partridge \| |
| Arbitro:             | Pat Partridge     |                |           |                                                                 |

| Nottingham Forest | Liverpool |

| NOTTINGHAM FOREST |                   |
|                   |                   |
| 1                 | Chris Woods       |
| 2                 | Viv Anderson      |
| 3                 | Frank Clark       |
| 4                 | John McGovern (C) |
| 5                 | Larry Lloyd       |
| 6                 | Kenny Burns       |
| 7                 | Martin O'Neill    |
| 8                 | Ian Bowyer        |
| 9                 | Peter Withe       |
| 10                | Tony Woodcock     |
| 11                | John Robertson    |
| A disposizione:   |                   |
| 12                | John O'Hare       |
| Manager:          |                   |
| Brian Clough      |                   |

| LIVERPOOL       |                      |
|                 |                      |
| 1               | Ray Clemence         |
| 2               | Phil Neal            |
| 3               | Tommy Smith          |
| 4               | Phil Thompson        |
| 5               | Ray Kennedy 91’      |
| 6               | Emlyn Hughes (C)     |
| 7               | Kenny Dalglish       |
| 8               | Jimmy Case           |
| 9               | Steve Heighway       |
| 10              | Terry McDermott      |
| 11              | Ian Callaghan        |
| A disposizione: |                      |
| 12              | David Fairclough 91’ |
| Manager:        |                      |
| Bob Paisley     |                      |

### Replay
| Arbitro: | Pat Partridge |

|                  |           |  |
| Robertson (rig.) | Marcatori |  |

| Nottingham Forest | Liverpool |

| NOTTINGHAM FOREST |                 |
|                   |                 |
| 1                 | Chris Woods     |
| 2                 | Viv Anderson    |
| 3                 | Frank Clark     |
| 4                 | John O'Hare     |
| 5                 | Larry Lloyd     |
| 6                 | Kenny Burns (C) |
| 7                 | Martin O'Neill  |
| 8                 | Ian Bowyer      |
| 9                 | Peter Withe     |
| 10                | Tony Woodcock   |
| 11                | John Robertson  |
| A disposizione:   |                 |
| 12                | Steve Elliot    |
| Manager:          |                 |
| Brian Clough      |                 |

| LIVERPOOL       |                      |
|                 |                      |
| 1               | Ray Clemence         |
| 2               | Phil Neal            |
| 3               | Tommy Smith          |
| 4               | Phil Thompson        |
| 5               | Ray Kennedy          |
| 6               | Emlyn Hughes (C)     |
| 7               | Kenny Dalglish       |
| 8               | Jimmy Case 64’       |
| 9               | Steve Heighway       |
| 10              | Terry McDermott      |
| 11              | Ian Callaghan        |
| A disposizione: |                      |
| 12              | David Fairclough 64’ |
| Manager:        |                      |
| Bob Paisley     |                      |